# Javier Sequeyra
Javier Marcelo Sequeyra (Berisso, 23 luglio 1995) è un calciatore argentino, centrocampista del Def. de Cambaceres.

## Caratteristiche tecniche
È un mediano.

## Carriera
Cresciuto nel settore giovanile dell'Estudiantes (LP), ha esordito in prima squadra il 9 aprile 2013 disputando l'incontro di Primera División perso 1-0 contro l'Arsenal Sarandí.